# Cinedom

Das Logo des Cinedoms

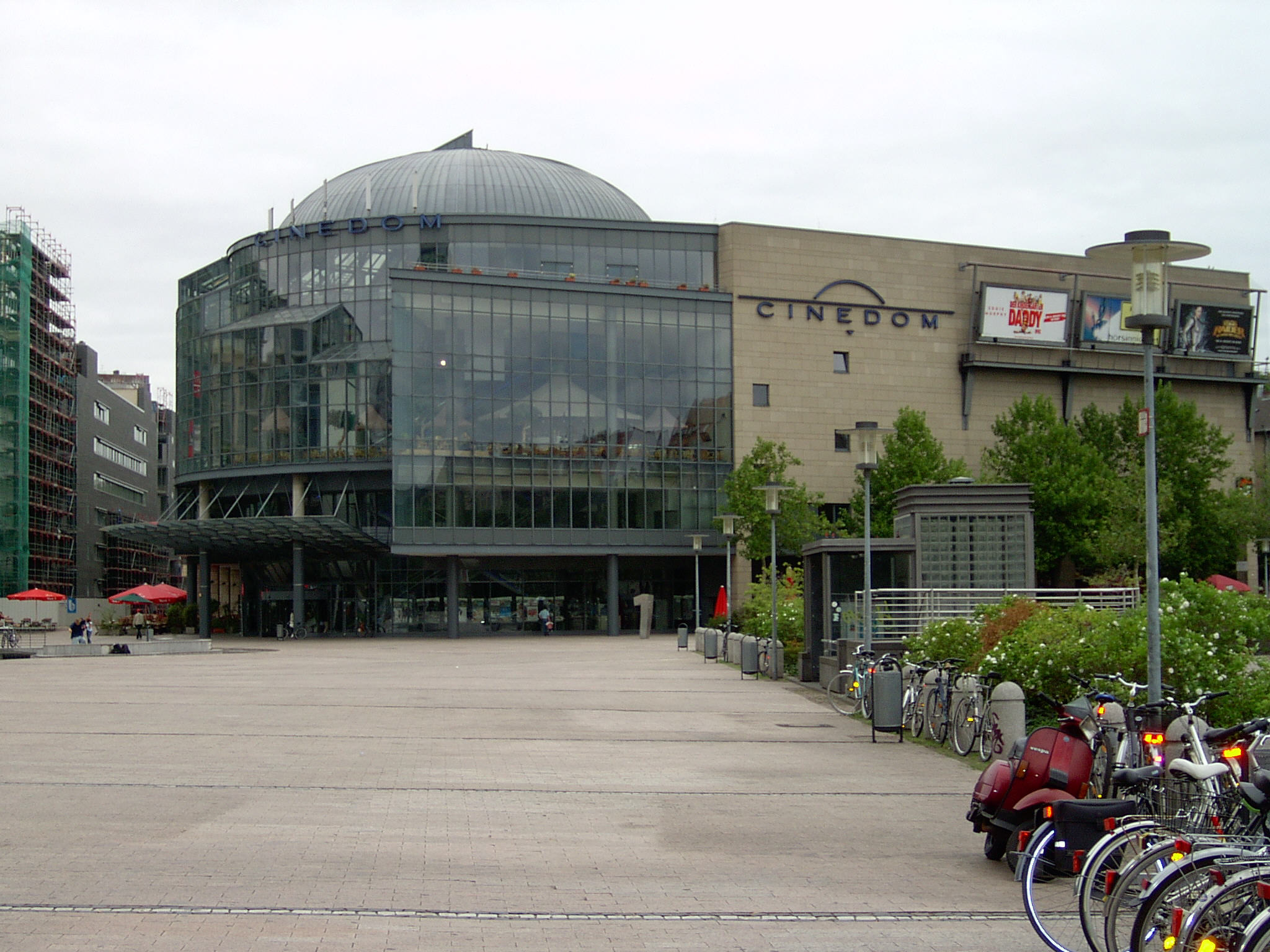
Der Cinedom tagsüber

Der Cinedom ist ein Multiplex-Kino in Köln, das im Dezember 1991 mit großer Medienpräsenz als erstes Gebäude des Mediaparks eröffnet wurde. Es bietet 3511 Sitzplätze in 14 Sälen, die jeweils mit bis zu 64 Lautsprechern ausgestattet sind, und ist damit das fünftgrößte deutsche Kino seiner Art.

## Geschichte
Filmproduzent Bernd Eichinger hatte 1988 das Grundstück über die Projektgesellschaft Constantin Kino Cinedom GmbH erworben und war auch bei der Grundsteinlegung am 2. Dezember 1988 anwesend. Die Baukosten lagen bei 
100 Millionen DM. Das Kino wurde am 20. Dezember 1991 übergeben. 
In der Anfangszeit verfügte der Cinedom auch über einen eigenen Veranstaltungssaal mit dem Namen „Black Box“. Dieser wurde später zu einem Kinosaal umgerüstet. Direkt unter der Blackbox gab es in der Anfangszeit noch ein Billard- und Snooker-Center, dass später in Gastronomie umgerüstet wurde.
Bedingt durch die Insolvenz des Hauptgesellschafters Kirch-Gruppe verkaufte im Mai 2006 deren Insolvenzverwalter den Anteil von 53,5 % am Stammkapital der Kinobetreibergesellschaft an den Mitgesellschafter Bernd Eichinger sowie den Cinedom-Geschäftsführer Thomas Peter Friedl, die damit alleinige Eigentümer wurden. Neben dem Anteil an der Betreibergesellschaft wurden auch die Anteile an der Immobilie verkauft.
Anfang 2012 schlossen die Cinedom Kinobetriebe GmbH eine Kooperation mit der Cinemaxx AG; seitdem übernimmt diese die Bereiche Filmeinkauf und Disposition und die Off-screen-Vermarktung, darunter auch die Bereitstellung des Reservierungssystems und -hotline.
Im Cinedom haben neben anderen Tom Cruise, Harrison Ford, Britney Spears, Angelina Jolie, Michael Douglas, Brad Pitt, Hugh Grant, Liam Neeson, Patrick Stewart und Jackie Chan ihre Filme auf Premieren vorgestellt.

## Gebäude

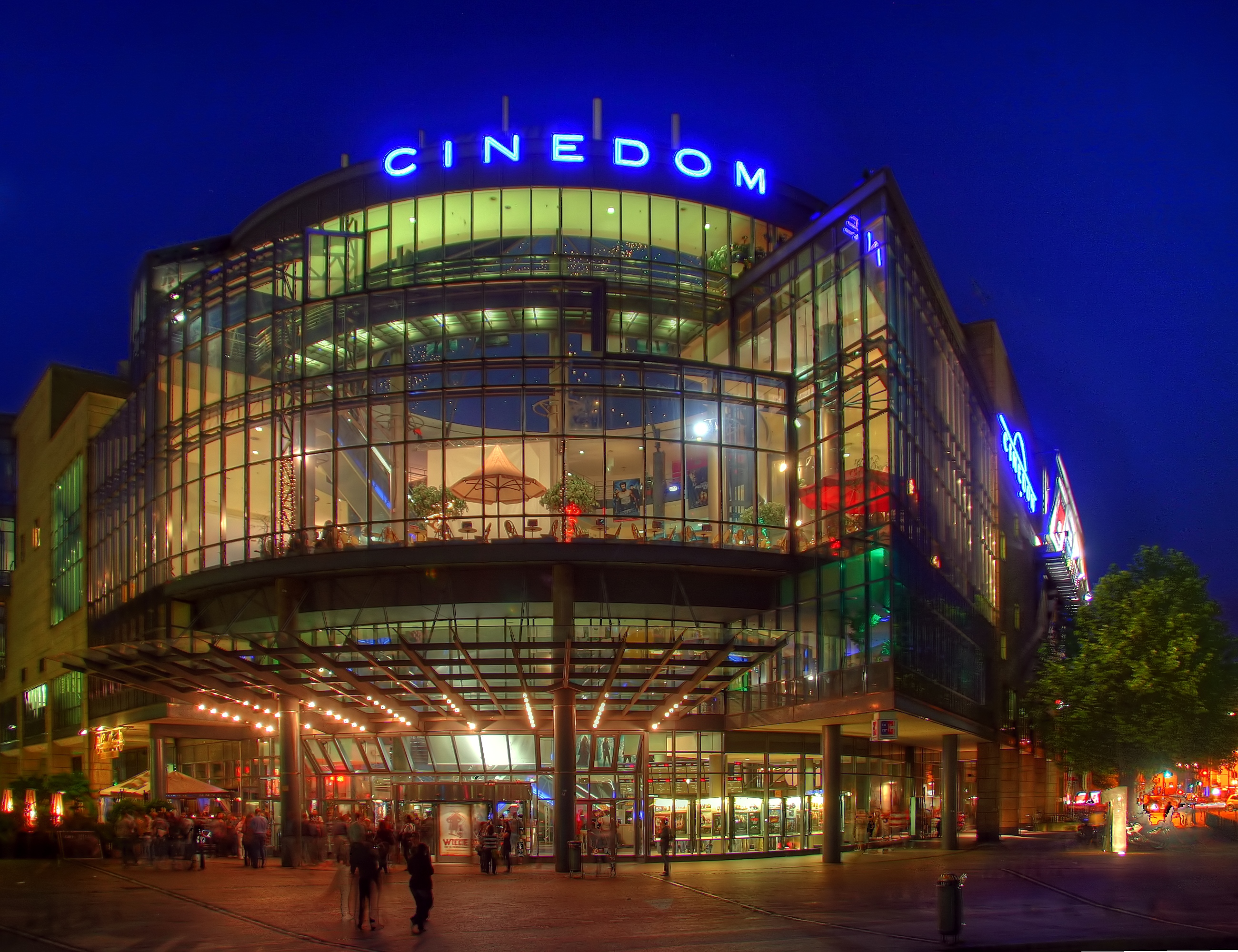
Der Cinedom bei Nacht mit dem typischen Logo, Stand 2009.

Kernstück des mit Tuffsteinfassade versehenen Komplexes ist die sich zum zentralen Platz des Mediaparks öffnende, voll verglaste Rotunde, die in über 30 Meter Höhe von einer Kuppel überdeckt wird. Das 30 Meter hohe Gebäude hat an seiner Schauseite zum Platz hin eine große Glasfassade, die bei Nacht einen Einblick in das Innere des Cinedoms gewährt.
Die Bruttogeschossfläche beträgt 26.500 m². Der Komplex verfügt über drei Etagen mit jeweils einem Snack-Verkauf, Toiletten und den Kinosälen. Es gibt verschiedene Gastgewerbe im Cinedom, wie Filialen von Vapiano, Hans im Glück und eine Ben & Jerry’s-Verkaufstheke.

## Innenarchitektur

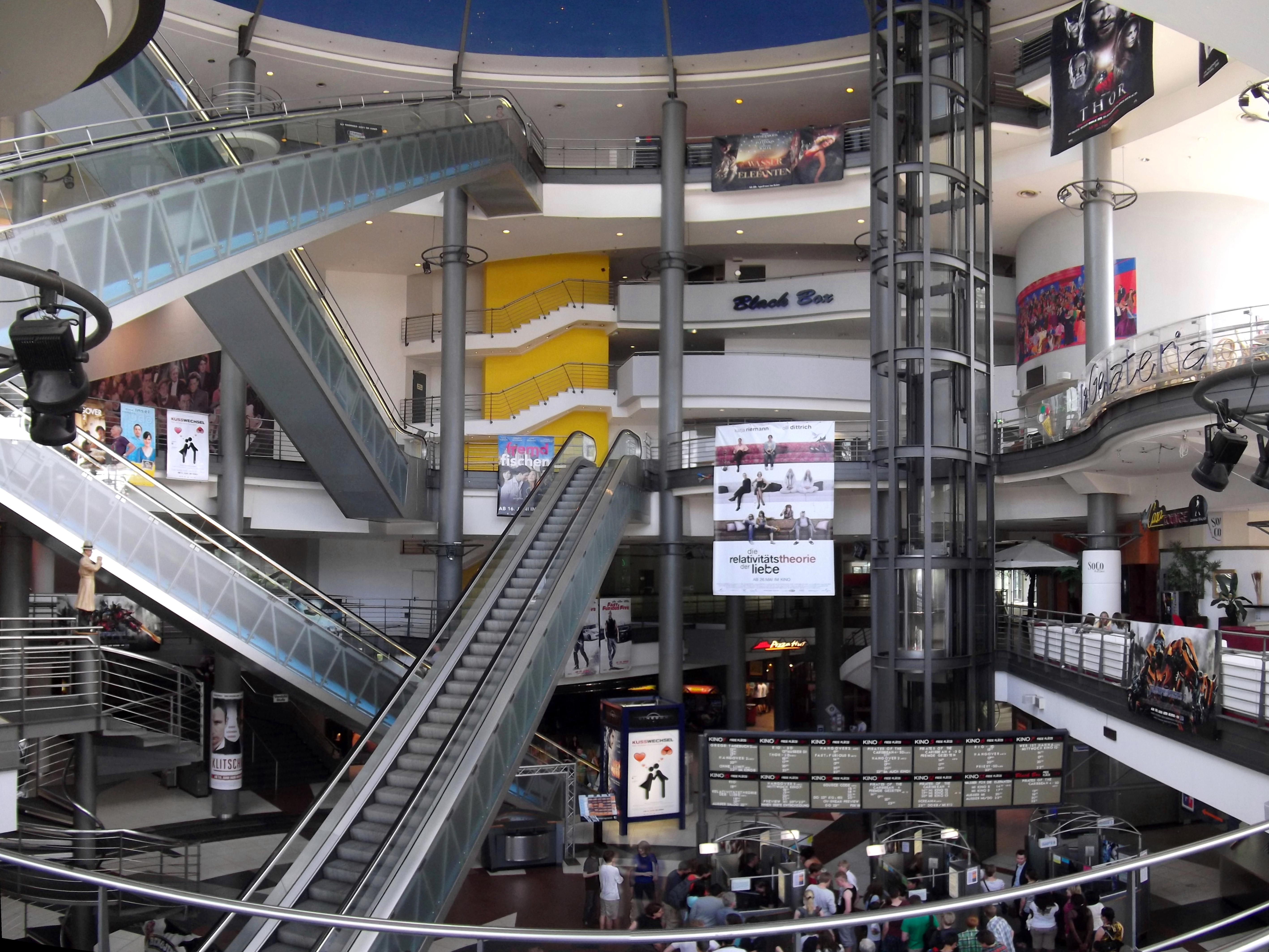
Ursprüngliche Innenarchitektur, Stand 2011.

Die ursprüngliche Innenarchitektur von 1991 betonte das Thema Kino mit aufwendigen Maßnahmen. Die Kuppel griff das Thema romantischer Kinoabend auf. Hierzu war die Kuppel im Inneren in Glasfaseroptik mit 3200 Dioden der nördliche Sternenhimmel nachgezeichnet. Gleichzeitig öffnet sich durch zwei der zwölf Kuppelsegmente der Blick auf den Kölner Himmel. Gelegentlich bewegte sich auch eine animierte Sternschnuppe durch die komplette Kuppel.
Jeder Kinosaal-Eingang wurde mit einem großen Filmstar-Kinosaal-Wandplakat umrahmt. Die Fußböden waren im gesamten Gebäude mit Teppich belegt, welche die Farben des Filmstar-Kinossal-Wandplakates als Thema aufgriffen. Bei 14 großen Kinosälen mit entsprechenden Besucherbewegungen wurde sehr breite Wege geplant, die in der mittleren und obersten Etage zusätzlich ergänzt wurde mit einer Brücke zu jedem Kinosaal, so dass eine dem Blick weitende Innenhof-Atmosphäre entsteht. Die Brücken vor jedem Kinosaal gaben jedem großen Filmstar-Kinosaal-Wandplakat auch dem Betrachter nötigen Sichtabstand und durch dessen Beleuchtung wurde der Raumeindruck noch weitläufiger. Später wurden die 13. Filmstar-Kinosäle-Wandplakte ersetzt durch Ausschnittsvergrößerungen vom ursprünglichen Gesamtmotiv und in gedeckten Farben. Nur an der Blackbox hing noch das Gesamtmotiv mit den ursprünglichen Farben.
Der Kinoeingang im Innenhof betonte das Thema spontaner Kinoabend in dem über den zehn Kassen eine große durchgehende elektronische Tafel angebracht war, welcher die Anzeige der noch verfügbaren Plätze live anzeigt wurde.
Ab der zweiten Jahreshälfte 2018 fanden (bei laufendem Betrieb) umfangreiche Renovierungen und Änderungen der Innenarchitektur statt. Die bunte Optik wurde gewechselt in eine schwarze Decke und hellgrau für Wände, Säulen, Boden und Kuppel. Die Filmstar-Kinosaal-Wandplakate wurden mit Wandfarbe übermalt und werden seitdem mit einem animierten violett-weiß-Muster bespielt. Die Glas-Rolltreppen mit blauen Neonröhren wurden in Goldfarbe übermalt und sollen in warmen Goldtönen strahlen. Die Wand zur Blackbox erhielt Holz-Dekorationsleisten. Die Kassen zogen in dem Bereich hinter den Rolltreppen durch den vermehrten Verkauf der Eintrittskarten per Internet oder Terminals in Selbstbedienung. Die Anzeigetafel der aktuellen Kinofilme wurde abgebaut. Im freigewordene Platz im Kinoeingang Innenhofbereich zog Gastronomie ein. Der Sternenhimmel in der Kuppel war in Teilen nicht mehr funktionsfähig, eine Erneuerung unwirtschaftlich, so dass dieser ebenfalls durch eine hellgraue Decke mit animierten Muster ersetzt wurde. Im Oktober 2019 endete die millionenteure Umbauphase.

## Technik
Die folgende Tabelle zeigt die technischen Daten der einzelnen Säle des Cinedom: Insgesamt acht Säle sind mit Dolby 3D ausgestattet.
Das Kino 4 wurde im Herbst 2015 als zweites deutsches Kino auf die Laserprojektion umgestellt: Barco DLP4k-60L. Des Weiteren wurde Dolby Atmos nachgerüstet.
| Kino     | Plätze | Leinwandgröße             | Soundsysteme                    | Lautsprecher | Filmformate   |
| -------- | ------ | ------------------------- | ------------------------------- | ------------ | ------------- |
| 1        | 298    | 6,9 m × 15,9 m = 109 m²   | Dolby Surround 7.1              | 32 Stück     | 4K / 3D       |
| 2        | 204    | 6,1 m × 13,8 m = 84,2 m²  | Dolby Surround 7.1              | 20 Stück     | 2K / 3D       |
| 3        | 172    | 6,1 m × 13,8 m = 84,2 m²  | Dolby Surround 7.1              | 20 Stück     | 4K / 3D       |
| 4        | 705    | 9,8 m × 22,7 m = 222,5 m² | Dolby Atmos, Dolby Surround 7.1 | 64 Stück     | 4K Laser / 3D |
| 5        | 298    | 6,9 m × 15,9 m = 109 m²   | Dolby Surround 7.1              | 32 Stück     | 4K / 3D       |
| 6        | 204    | 6,1 m × 13,8 m = 84,2 m²  | Dolby Surround 7.1              | 20 Stück     | 2K / 3D       |
| 7        | 172    | 6,1 m × 13,8 m = 84,2 m²  | Dolby Surround 7.1              | 20 Stück     | 2K / 3D       |
| 8        | 113    | 4,5 m × 10 m = 45 m²      | Dolby Surround 7.1              | 20 Stück     | 4K / 3D       |
| 9        | 478    | 8,5 m × 19,7 m = 167,5 m² | Dolby Atmos, Dolby Surround 7.1 | 64 Stück     | 4K Dual / 3D  |
| 10       | 174    | 6,9 m × 15,9 m = 109 m²   | Dolby Surround 7.1              | 32 Stück     | 4K            |
| 11       | 204    | 6,1 m × 13,8 m = 84,2 m²  | Dolby Surround 7.1              | 20 Stück     | 2K            |
| 12       | 172    | 6,1 m × 13,8 m = 84,2 m²  | Dolby Surround 7.1              | 20 Stück     | 2K            |
| 13       | 52     | 4,5 m × 10 m = 45 m²      | Dolby Surround 7.1              | 20 Stück     | 2K            |
| BlackBox | 265    | 8,0 m × 13,7 m = 109,6 m² | Dolby Atmos, Dolby Surround 7.1 | 48 Stück     | 2K            |

## Verkehrsanbindung
In der Umgebung befinden sich zwei Bahnhöfe, zum einen die KVB-Haltestelle Christophstraße/Mediapark und der Bahnhof Hansaring. Zudem befindet sich unter dem Kino unmittelbar in der Nähe des Eingangs eine Tiefgarage. Mit dem Auto ist das Gelände über das Kreuz Köln-Nord und die A 57 zu erreichen.